# Юттнер, Ганс
Ганс Юттнер (нем. Hans Jüttner, 2 марта 1894, Шмигель, Провинция Позен — 24 мая 1965, Бад-Тёльц, Бавария) — один из высших офицеров СС, обергруппенфюрер СС и генерал войск СС (21 июня 1943).

## Биография
После окончания гимназии работал банковским клерком. С началом Первой мировой пошёл добровольцем в армию. В 1915 году был повышен до лейтенанта, за боевые заслуги был награждён Железным крестом 1-го и 2-го класса. В 1920 году демобилизовался из армии в чине старшего лейтенанта. Некоторое время состоял в добровольческом корпусе, затем работал продавцом. В 1928 году организовал собственный бизнес. В 1931 году вступил в НСДАП (билет № 541 163) и СА. В 1933 году стал преподавателем физической подготовки университета Бреслау. В 1934 году стал руководителем образовательной системы СА в Мюнхене.
Макс Юттнер, в 1934—1945 г. занимавший должность 2-го человека в СА (заместитель начальника штаба СА), не был его родственником, хотя в ряде источников утверждается противоположное.

## Карьера в СС
17 мая 1935 года вступил в СС (билет № 264 497) и занимал должность начальника штаба 1-го батальона полка СС «Дойчланд». 1 апреля 1936 года был переведён в штаб Главного управления СС. 1 сентября 1936 года был назначен инспектором частей усиления СС (SS-Verfuegungstruppe, SS-VT). В 1939 году был назначен инспекотром резервных частей усиления СС. В 1940 году возглавил общее руководство  частей усиления СС. 20 апреля 1940 года стал начальником штаба Главного оперативного управления СС. 30 января 1943 года был назначен начальником Главного оперативного управления СС. На своей должности строго следил за тем, чтобы войска СС во всём соответствовали нормам и требованиям вермахта.
Старался не допускать перехода в войска СС консервативных и недостаточно подготовленных, с его точки зрения в политическом плане, кадров из армии и полиции. В результате деятельности Юттнера войска СС к концу войны стали фактически самостоятельными войсками. 20 июля 1944 года был назначен начальником штаба Главнокомандующего Армией резерва (Гиммлера), фактически на этой должности осуществлял всё руководство армией резерва и вооружением сухопутных войск. Был противником планов партийного руководства об отправке на фронт резервистов, проходящих военную подготовку.

## После войны
17 мая 1945 года был арестован британскими войсками. В 1948 году был приговорён к 10 годам трудовых лагерей. В 1949 году срок был снижен до 4 лет. В 1960 году поселился в Баварии и стал владельцем санатория в Бад-Тёльце.

## Награды
- Железный крест (1914) 2-го и 1-го класса (Королевство Пруссия)
- Орден Церингенского льва, рыцарский крест 2-го класса с мечами (Великое герцогство Баден)
- Железный полумесяц (Османская империя)
- Почётный крест Первой мировой войны 1914/1918 с мечами
- Шеврон старого бойца
- Пряжка к Железному кресту 2-го и 1-го класса
- Немецкий крест в серебре
- Крест военных заслуг 2-й и 1-й степени с мечами
- Рыцарский крест Креста военных заслуг с мечами (30 октября 1944)
- Кольцо «Мёртвая голова»
- Почётная шпага рейхсфюрера СС